# エルビー
株式会社エルビーは、主に乳酸菌飲料やチルド飲料などの製造・販売を行う飲料メーカーである。

## 概要
かつては愛知県に本社を持つ株式会社エルビーと、埼玉県に本社を持つ埼玉エルビー株式会社が存在していた。組織上は別会社で取り扱い品目も異なっていたが、後にグループ内の位置づけでは、埼玉の方が中核となっている。
同根企業にもかかわらず、各社の意思決定で、それぞれの事業形態に合わせて営業拠点を設置しているため、一部では重複している地域があった。2011年1月に両社は経営統合し、一つの企業体となった。
両社ともかつてはヤクルトと同一カテゴリに属する乳酸菌飲料「エルビー」を看板商品としていたが現在は生産していない。
発祥の地である愛知県において、LLパック飲料の主力となっている。
2017年、アサヒグループホールディングスは、事業を再編成する中で、エルビーを投資ファンドであるポラリス・キャピタル・グループに売却した。

## 沿革
- 1950年1月26日 エルビー<名古屋>創業。
- 1955年 エルビー醗酵乳製造株式会社設立。
- 1956年 大宮市（現・さいたま市大宮区）に埼玉エルビー株式会社設立。
- 1962年 名古屋市中区にエルビー商事株式会社設立。
- 1971年 エルビー醗酵乳製造とエルビー商事を合併し株式会社エルビー<名古屋>に商号変更。
- 1973年 埼玉エルビー株式会社が株式会社エルビー<東京>に商号変更。
- 1984年 エルビー2社がカネボウフーズと資本・業務提携を結ぶ。
- 2005年 カネボウ株式会社が保有していたエルビー2社の株式をアサヒビール（現・アサヒグループホールディングス）が取得し、子会社化。
- 2011年 株式会社エルビー<名古屋>・株式会社エルビー<東京>が経営統合し、株式会社エルビーが発足。
- 2013年 2012年10月に締結した業務提携契約に基づき、グループ会社のカルピス株式会社が開発したチルド飲料の製造・物流・販売を当社へ移管。
- 2017年 ポラリス・キャピタル・グループがアサヒグループホールディングスより株式会社エルビーの株式を100%取得。

## 事業所
本社・蓮田工場
埼玉県蓮田市黒浜3469-1
中部オフィス・東海工場
愛知県東海市加木屋町白拍子69-2
関西オフィス
大阪府大阪市中央区城見1-3-7 松下IMPビル6階

## 主な商品
- 果汁飲料
- 栄養機能飲料
- 味わいカルピス
- 緑茶
- 烏龍茶
- 紅茶